# Kroatische hockeyploeg (mannen)
De Kroatische hockeyploeg voor mannen is de nationale ploeg die Kroatië sinds de onafhankelijkheid vertegenwoordigt tijdens interlands in het hockey.
Kroatië wist zich vanaf het begin in 1991 nog niet te plaatsen voor een hoofdtoernooi. Het beste resultaat tot nu toe is een derde plaats op het Europees kampioenschap hockey C-landen mannen 2007.

## Erelijst Kroatische hockeyploeg

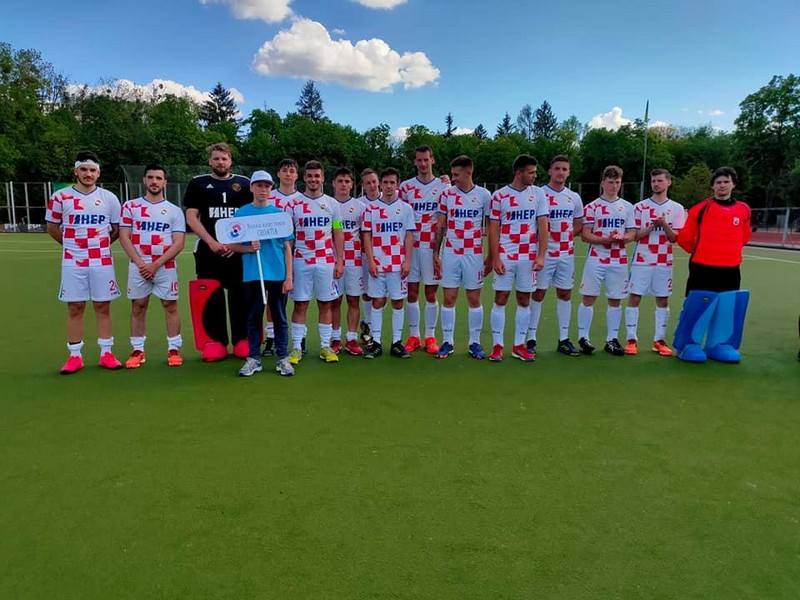
De ploeg bij Beker van Podolië 2021 in Vinnytsja, Oekraïne

| Jaar | Champions Trophy | Europees kampioenschap | Olympische Spelen | Wereldkampioenschap | Hockey World League Hockey Pro League |
| ---- | ---------------- | ---------------------- | ----------------- | ------------------- | ------------------------------------- |
| 1991 | geen deelname    | geen deelname          |                   |                     |                                       |
| 1992 | geen deelname    |                        | geen deelname     |                     |                                       |
| 1993 | geen deelname    |                        |                   |                     |                                       |
| 1994 | geen deelname    |                        |                   | geen deelname       |                                       |
| 1995 | geen deelname    | geen deelname          |                   |                     |                                       |
| 1996 | geen deelname    |                        | geen deelname     |                     |                                       |
| 1997 | geen deelname    |                        |                   |                     |                                       |
| 1998 | geen deelname    |                        |                   | geen deelname       |                                       |
| 1999 | geen deelname    | geen deelname          |                   |                     |                                       |
| 2000 | geen deelname    |                        | geen deelname     |                     |                                       |
| 2001 | geen deelname    |                        |                   |                     |                                       |
| 2002 | geen deelname    |                        |                   | geen deelname       |                                       |
| 2003 | geen deelname    | geen deelname          |                   |                     |                                       |
| 2004 | geen deelname    |                        | geen deelname     |                     |                                       |
| 2005 | geen deelname    | geen deelname          |                   |                     |                                       |
| 2006 | geen deelname    |                        |                   | geen deelname       |                                       |
| 2007 | geen deelname    | geen deelname          |                   |                     |                                       |
| 2008 | geen deelname    |                        | geen deelname     |                     |                                       |
| 2009 | geen deelname    | geen deelname          |                   |                     |                                       |
| 2010 | geen deelname    |                        |                   | geen deelname       |                                       |
| 2011 | geen deelname    | geen deelname          |                   |                     |                                       |
| 2012 | geen deelname    |                        | geen deelname     |                     |                                       |
| 2013 |                  | geen deelname          |                   |                     | geen deelname                         |
| 2014 | geen deelname    |                        |                   | geen deelname       |                                       |
| 2015 |                  | geen deelname          |                   |                     | eerste ronde HWL 2014-15              |
| 2016 | geen deelname    |                        | geen deelname     |                     |                                       |
| 2017 |                  | geen deelname          |                   |                     | geen deelname                         |
| 2018 | geen deelname    |                        |                   | geen deelname       |                                       |
| 2019 |                  | geen deelname          |                   |                     | geen deelname                         |
| 2021 |                  | geen deelname          | geen deelname     |                     | geen deelname                         |
| 2022 |                  |                        |                   |                     | geen deelname                         |
| 2023 |                  | geen deelname          |                   | geen deelname       | geen deelname                         |
| 2024 |                  |                        | geen deelname     |                     | geen deelname                         |